# Хищный огонь
«Хищный огонь» — кинофильм. Фильм имеет и другое название — «Пламя пожара». Фильм содержит эротические сцены.

## Сюжет
Главный герой фильма — Джек Флиндер, он полицейский. А американская полиция, где он работает, расследует дело о поджогах. Также расследуется и дело о убийстве полицейского. Этот полицейский был напарником Джека. Джек пытается найти убийцу, но его отстраняют от этого дела.
Несмотря ни на что, он продолжает расследование и находит свидетельницу Лизу Кейтс, которую также разыскивают и убийцы. Между Джеком и Лизой возникают любовные отношения. В результате Джек находит исполнителя, и пытается выйти на заказчиков. Коррумпированной оказывается сама полиция — она стоит как за убийством, так и за пожарами.

## В ролях
- Билли Зейн — Джек Флиндер
- Луис Госсетт-младший — Бен Дюранд
- Кристин Минтер — Лиза Кейтс
- Луис Джамбальво — Эл Шервин
- Том Мэйсон
- Кэролайн Уильямс
- Марк Тэйлор
- Мими Кеннеди
- Рик Дрэзин
- Артур Хэнсл
- Грегори Миллар
- Керри-Энн Мосс